# 小行星3811
小行星3811（英語：3811 Karma）是一颗围绕太阳公转的小行星。1953年10月13日，利斯·奧特瑪在图尔库发现了此天体。
这颗小行星的绝对星等为67.49910814600953等。